# Re-recording

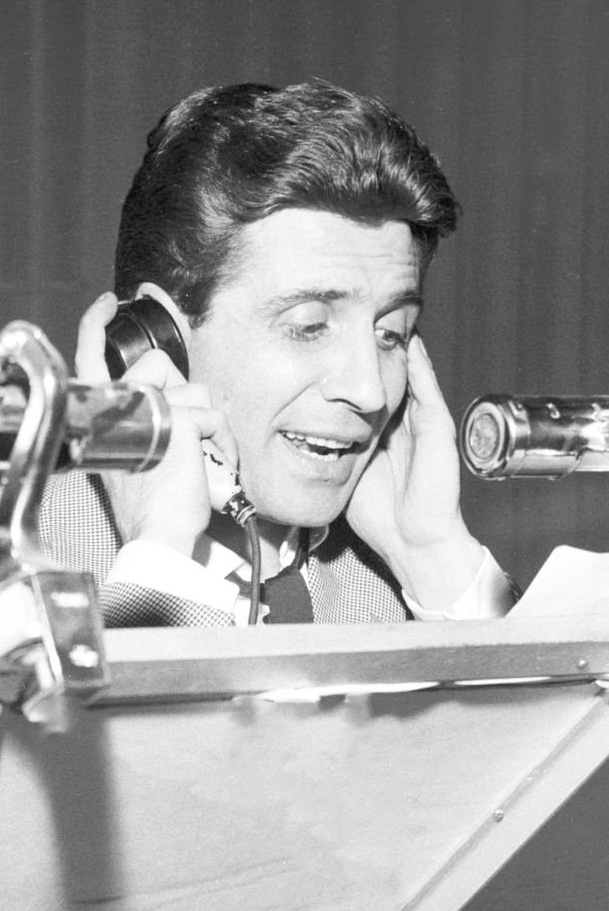
Gilbert Bécaud dans un studio d'enregistrement (Re-recording)

Le « re-recording », littéralement en français « réenregistrement », est une technique utilisée dans le domaine de la production audio. Elle consiste à enregistrer des sons rajoutés à d'autres sons déjà enregistrés afin de les mélanger au moment du mixage. « Re-recording » est un faux-ami en anglais. Le véritable terme équivalent est « dubbing ». À l'apparition de l'enregistrement multipiste, le terme « dubbing » devint « overdubbing ». 

## Historique

### En stéréo
À l'origine, la technique consiste à enregistrer d'abord l'orchestre, puis à enregistrer le chanteur mélangé simultanément avec l'orchestre, et ensuite recopier le tout sur un deuxième magnétophone sur bande 1/4 de pouce. En analogique, l'inconvénient de ce procédé a pour conséquence d'ajouter des distorsions, non désirées, inhérentes à ce procédé de copies incontournables.
Ampex invente alors le magnétophone 3 pistes puis rapidement 4 pistes sur bande 1/2 Pouce qui permet l'Overdub du chanteur tout en évitant l'inconvénient de la copie et surtout en permettant à l'ingénieur du son de se concentrer ultérieurement sur le mixage. Les premiers Ampex 3 et 4 pistes ont été importés en France au tout début des années 1960 aux studios Europa Sonor.

### En multipiste
Le développement de l'enregistrement multipiste analogique, à partir du milieu des années 1960 jusqu'à l'apparition du numérique, offre des possibilités théoriquement illimitées. Il modifie radicalement et progressivement les techniques d'enregistrement et de mixage.
Dans le rock et la variété, l'enregistrement en direct a progressivement été remplacé par des enregistrements fractionnés, consistant souvent à commencer par une prise rythmique de base (par exemple : basse-batterie-guitare et voix témoin éventuellement), puis à y ajouter au fur et à mesure d'autres instruments ou groupes d'instruments (cordes, cuivres, chœurs, percussions, etc.) et ce, par couches successives pour finir par l'enregistrement (ou le ré-enregistrement) des voix définitives.
Dans les années 1960, l'apparition de magnétophones 4, puis 8 pistes, suivie dans les années 1970 des 16, 24 et 48 pistes, permet l'enregistrement séparé et fractionné de chaque section de l'orchestre (rythmique puis overdub de cuivres, puis de cordes, puis de la voix…) ce qui donne une nouvelle importance à l'étape du mixage. Le mixage devient aussi une étape de manipulation des sons, potentiellement « créative ».
La frénésie des pistes amène à leur multiplication : 24 pistes puis 32 pistes analogiques.
Les premiers enregistreurs numériques apparaissent dans les années 1980, avec l'enregistreur sur bande (enregistrement linéaire) Sony 3324 offrant 24 pistes puis d'autres enregistreurs multipiste apparaissent : 32 et 48 pistes, puis les systèmes de synchronisation permettent d'enregistrer sur plusieurs machines, par exemple 2×48 pistes.
L'apparition des stations audio-numériques (acronyme DAW, de l'anglais digital audio workstation) permet, avec l'enregistrement non-linéaire, d'augmenter encore plus le nombre de pistes.
Dans le cinéma, il est courant d'utiliser plusieurs DAW lecteurs et enregistreurs au mixage. Quand la console ne possède pas suffisamment de voies d'entrée, il est usuel de procéder à des prémixages à l'intérieur de ces stations.
Le doublage, ou double tracking, est une méthode particulière de réenregistrement où une même partie instrumentale ou vocale est enregistrée deux fois afin de donner un son massif en stéréo.

## Artistes ayant utilisé le re-recording

### Jazz
- Sidney Bechet[4] enregistre le 18 avril 1941 chez son ami John Reid (RCA) des séances en re-recording, une invention du maître et une première dans l’histoire du jazz, il joua à tour de rôle six instruments, de la contrebasse, de la batterie, du piano, de la clarinette, du saxophone soprano et du saxophone ténor, et enregistra les deux faces d’un disque avec les morceaux The Sheik of Araby et Blues of Bechet[5].
- Bill Evans superpose trois prises de piano dans chacun des morceaux de son album solo Conversations with Myself (1963), puis récidive dans les albums Further conversations with myself (1967) et New conversations (1978).
- Miles Davis utilise dans son album Tutu (1986) cette technique du re-recording, notamment pour ses solos de trompette sur les morceaux Portia et Tomaas.
- Michel Portal et Martial Solal utilisent le re-recording sur le morceau Duo à 3 Voix, sur l'album Fast Mood (1999)[6].

### Rock
- Les Beach Boys qui doublaient leurs harmonies vocales, donnant à l'auditeur l'impression que les membres du groupe étaient deux fois plus nombreux qu'ils ne l'étaient en réalité.
- Jethro Tull sur l'album Stand Up (1969) où Ian Anderson interprète deux parties de flûte en simultané sur le morceau Bourrée. Mais sur les deux autres morceaux de l'album où on peut entendre deux parties de flûte en même temps, ce n'est pas du re-recording : la première flûte est tenue par Ian Anderson et la deuxième par Martin Barre, le guitariste du groupe.
- Led Zeppelin. Jimmy Page, comme producteur du premier album, Led Zeppelin I (1969) superpose plusieurs parties de ses guitares, ainsi que la voix de Robert Plant.
- Paul McCartney joue de tous les instruments pour l'enregistrement de son premier album éponyme (1970) post-Beatles.
- Mike Oldfield, qui a bricolé un magnétophone pour superposer tous les instruments dont il joue sur Tubular Bells (1973).
- Queen. Quasiment toutes leurs chansons contiennent des harmonies vocales (excepté Spread Your Wings). Tout comme les Beach Boys, cela donnait l'illusion d'une chorale. Le guitariste Brian May aussi ré-enregistrait certaines parties de guitare.

### Classique
- Aldo Ciccolini dans sa première intégrale des œuvres de piano d'Erik Satie chez EMI, a enregistré les pièces pour piano à quatre mains en re-recording[7].
- Fazil Say pour son enregistrement de la version pour piano du Sacre du printemps d’Igor Stravinsky (chez Teldec) destiné à l'origine à quatre mains, utilise le procédé  pour doubler voire quadrupler son jeu, donnant l'impression dans certains passages d'un piano à six ou huit mains[8].